# Władysławek
Władysławek – osada w Polsce położona w województwie pomorskim, w powiecie chojnickim, w gminie Chojnice, przy zachodniej granicy administracyjnej miasta Chojnice. Miejscowość jest częścią składową sołectwa Topole.
W latach 1975–1998 miejscowość administracyjnie należała do województwa bydgoskiego. W okresie II Rzeczypospolitej stacjonowała tu placówka Straży Granicznej Inspektoratu Granicznego nr 7 „Chojnice”.